# Sparkasse Wilhelmshaven

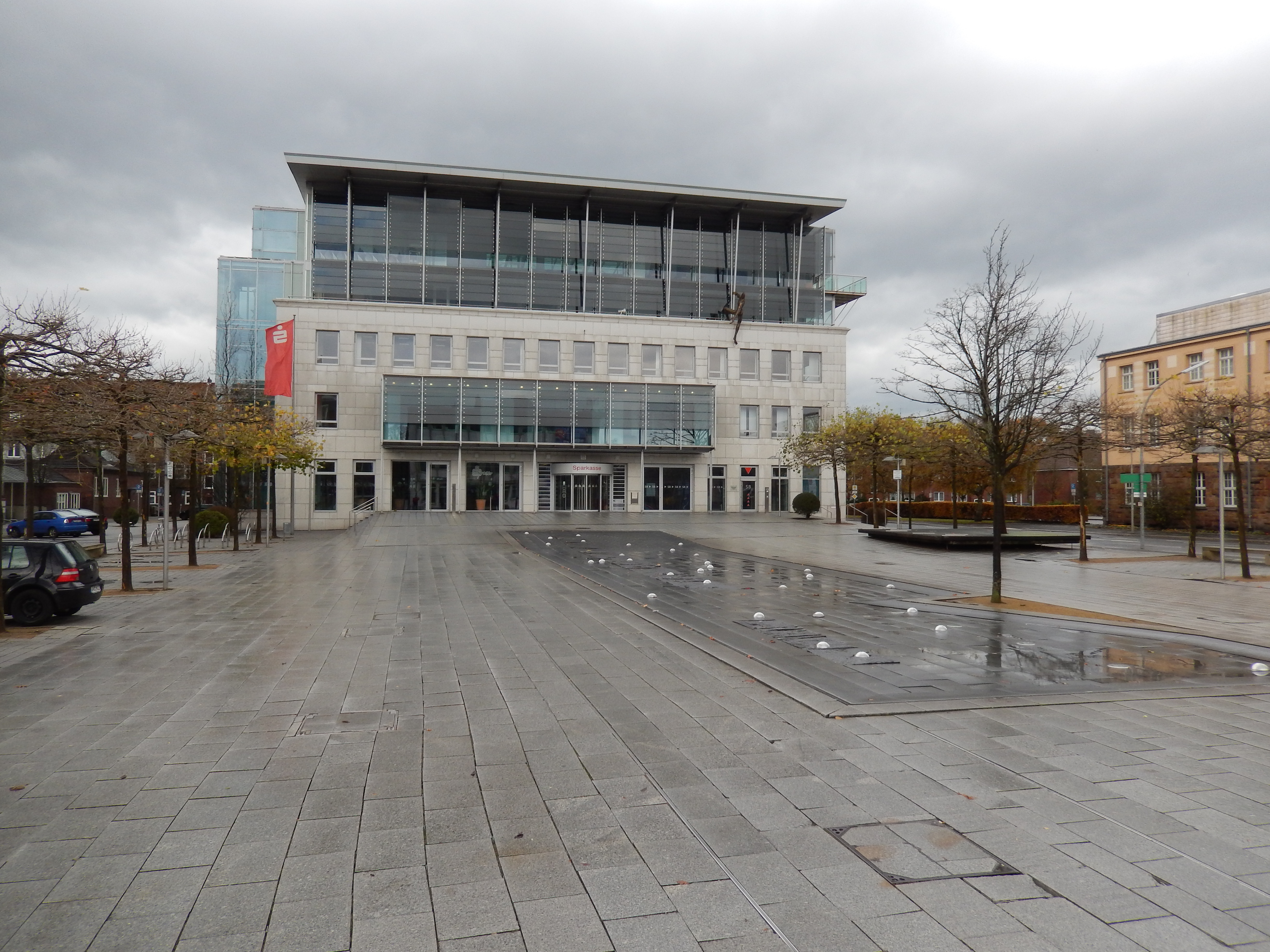
Hauptstelle der Sparkasse Wilhelmshaven am Theaterplatz

Die Sparkasse Wilhelmshaven ist eine öffentlich-rechtliche Sparkasse mit Sitz in Wilhelmshaven in Niedersachsen. Ihr Geschäftsgebiet ist die kreisfreie Stadt Wilhelmshaven.
Die Sparkasse Wilhelmshaven wies im Geschäftsjahr 2023 eine Bilanzsumme von 970,16 Mio. Euro aus und verfügte über Kundeneinlagen von 775,19 Mio. Euro. Gemäß der Sparkassenrangliste 2023 liegt sie nach Bilanzsumme auf Rang 319. Sie unterhält 9 Filialen/Selbstbedienungsstandorte und beschäftigt 171 Mitarbeiter.

## Firmierung
Die im allgemeinen Sprachgebrauch übliche sowie im Geschäftsverkehr und Außenauftritt verwendete Kurzbezeichnung der Sparkasse lautet Sparkasse Wilhelmshaven. Die offizielle, vollständige Firmierung gemäß Satzung und Eintragung im Handelsregister lautet jedoch Sparkasse der Stadt Wilhelmshaven.

## Organisationsstruktur
Die Sparkasse Wilhelmshaven ist eine Anstalt des öffentlichen Rechts. Rechtsgrundlagen sind das Sparkassengesetz für Niedersachsen und die durch die Stadt Wilhelmshaven als Träger der Sparkasse erlassene Satzung. Organe der Sparkasse sind der Vorstand und der Verwaltungsrat.

## Sparkassen-Finanzgruppe
Die Sparkasse Wilhelmshaven ist Teil der Sparkassen-Finanzgruppe und gehört damit auch ihrem Haftungsverbund an. Er sichert den Bestand der Institute und sorgt dafür, dass sie auch im Fall der Insolvenz einzelner Sparkassen alle Verbindlichkeiten erfüllen können. Die Sparkasse vermittelt Bausparverträge der regionalen Landesbausparkasse, offene Investmentfonds der Deka und Versicherungen der Öffentliche Versicherungen Oldenburg. Im Bereich des Leasing arbeitet die Sparkasse Wilhelmshaven mit der  Deutschen Leasing zusammen. Die Funktion der Sparkassenzentralbank nimmt die Nord/LB wahr.

## Geschichte

### Anfänge
Die heutige Sparkasse Wilhelmshaven wurde am 1. September 1876 auf Initiative des damaligen Bürgermeisters von Wilhelmshaven Julius Nakszynski als Städtische Sparkasse in der preußischen Marinestadt Wilhelmshaven gegründet. Die ersten Geschäftsräume der Sparkasse befanden sich im 1. Stock des Westflügels des „Roten Schlosses“, eines Wohn- und Geschäftshauses an der Roonstraße (heute Rheinstraße), welches im 2. Weltkrieg total zerstört wurde. Am 9. April 1909 eröffnete die Sparkasse Wilhelmshaven ihre I. Zweigstelle an der Gökerstraße/Ecke Margaretenstraße und am 1. Juli 1910 eine weitere, die II. Zweigstelle in der Marktstraße 23.
Am 14. Juni 1909 wurde in den oldenburgischen Gemeinden Bant, Heppens und Neuende die „Rüstringer Sparkasse“ gegründet, die dann nach der offiziellen Gründung der Stadt Rüstringen am 1. Mai 1911 eine Einrichtung der Stadt Rüstringen wurde. Die erste Rüstringer Sparkasse wurde in Neuende an der Grenze zum preußischen Wilhelmshaven im Haus Bismarckstr. 8 eröffnet. Geöffnet hatte die erste Rüstringer Sparkasse werktags von 10 bis 13 Uhr und von 17 bis 19 Uhr (Sonnabends nachmittags geschlossen).

### 1918 bis 1945
Nach dem 1. Weltkrieg erreichte die Inflation 1923 ihren Höhepunkt. Kurz vor Einführung der Rentenmark, einer Übergangswährung in der Weimarer Republik, verzeichnete die Sparkasse Wilhelmshaven einen Einlagenbestand von 3.147.944.544.110.640,62 Mark, was in Goldmark umgerechnet einem Wert von nur 3147,94 Goldmark entsprach. In dieser Zeit wurde die Sparkasse Wilhelmshaven im Zusammenhang mit der Errechnung des Goldwertes der Spareinlagen deutschlandweit bekannt. Die Technik, die von der Sparkasse Wilhelmshaven bei der Errechnung entwickelt und angewandt wurde, bewertete der Deutsche Sparkassenverband als die gerechteste und einfachste Methode. Auf seinen Vorschlag hin wurde das „Wilhelmshavener System“ aufsichtsbehördlich zur alleinigen Anwendung bei allen deutschen Sparkassen bestimmt. Ein Leitfaden zu diesem Berechnungsverfahren wurde in einer Auflage von über 7000 Exemplare in Umlauf gebracht.
Am 30. Oktober 1925 beging man den ersten Weltspartag zur Förderung des Spargedankens. 1931 eröffnete die Sparkasse Wilhelmshaven ihre III. Zweigstelle in der Luisenstraße 21.
Anfang der 1930er Jahre wurde die Rüstringer Sparkasse auf Verordnung der oldenburgischen Regierung der Landessparkasse zu Oldenburg (LzO) zugeschlagen. Die Stadt Rüstringen erhielt als Ausgleich dafür eine Abfindung von 400.000 Reichsmark. Die beiden Geschäftsstellen auf Rüstringer Gebiet wurden zu „Zweiganstalten“ der LzO. Die Wilhelmshavener Sparkasse publizierte zeitgleich, mit Hinweis auf ihre gute wirtschaftliche Lage, eine Untersuchung, die die Vorteile der Stadt durch ein eigenes Spar- und Kreditinstitut unterstrich und blieb eigenständig.
Mit dem „Gesetz über Groß-Hamburg und andere Gebietsbereinigungen“ wurde am 26. Januar 1937 die Vereinigung der preußischen Stadt Wilhelmshaven mit der oldenburgischen Stadt Rüstringen zur oldenburgischen Stadt Wilhelmshaven beschlossen. Per Anordnung des Reichsinnenministerium und gegen den Widerstand der LzO wurden die drei LzO-Zweigstellen in Rüstringen der Sparkasse Wilhelmshaven zugeschlagen. Die LzO erhielt als Ausgleich eine Abfindung von 900.000 Reichsmark.
1938 überschritt Wilhelmshaven durch Eingemeindungen und Zuwanderung die 100.000 Einwohnergrenze und wurde Großstadt. Die Stadt dehnte sich durch die Anlage neuer Wohngebiete immer weiter aus. Die Sparkasse wuchs mit und eröffnete am 23. März 1942 eine weitere Zweigstelle in Fedderwardergroden. Die häufigen Bombenangriffe auf Wilhelmshaven beeinträchtigten den Geschäftsbetrieb erheblich. Während ein Großteil der Sparkassen durch Bombentreffer zerstört wurden, mussten andere kriegsbedingt wegen Personalmangels geschlossen werden. Von den sieben Zweigstellen konnten bei Kriegsende nur noch die Zweigstellen in Fedderwardergroden und in der Gökerstraße 48 genutzt werden.

### 1945 bis 1999
Nach dem Zweiten Weltkrieg begann mit der Währungsreform 1948 der wirtschaftliche Aufschwung auch in Wilhelmshaven. Die Währungsreform war für die Sparkasse und ihre Mitarbeiter mit erheblicher Mehrarbeit verbunden. Am 20. Juni 1948, der Tag der Währungsumstellung, mussten die Mitarbeiter die Kopfquote von 40 DM pro Person gegen Rückgabe von 40 Reichsmark auszahlen. Löhne, Gehälter und Mieten wurden 1:1, Sparguthaben 10:1 umgewertet. Besitzer von Sachwerten gehörten zu den Gewinnern der Reform. Sparguthaben und Bargeld verloren dagegen stark an Wert. Die darauffolgende Woche, in der der übrige Bankverkehr ruhte, verbrachten die Mitarbeiter mit der Umsetzung weiterer umfangreicher angeordneter Maßnahmen. Einen Monat später wurden weitere 20 DM pro Kopf ausgezahlt. Ab 1949 normalisierte sich der Geschäftsbetrieb der Sparkasse wieder.
Wilhelmshaven profitierte nach dem Krieg von der Neuansiedlung einiger mittelständischer Unternehmen, wie z. B. des Büromaschinenherstellers Olympia, der Kranbaufirma Krupp-Ardelt und der Kammgarnspinnerei und -weberei KSW. Diese Unternehmen nutzten das qualifizierte Arbeitnehmerangebot, dass sich vor allem aus den Arbeitern der ehemaligen Werft zusammensetzte. Den Aufbau der Stadt unterstützte die Sparkasse auch durch den Neubau einer Hauptgeschäftsstelle am Theaterplatz. Die neue Hauptstelle wurde nach zweijähriger Bauzeit am 11. März 1957 bezogen. An anderen Standorten wurde der Wiederaufbau der im Krieg zerstörten oder nur notdürftig hergerichteten Geschäftsstellen vorangetrieben.
Am 1. Januar 1963 trat ein neues Sparkassengesetz in Niedersachsen in Kraft, durch das die Sparkasse eine Anstalt des öffentlichen Rechts mit eigener Personalhoheit wurde. 1967 wurde bei der Sparkasse die elektronische Datenverarbeitung in Form eines eigenen Rechenzentrums mit einer EDV-Anlage vom Typ NCR 315 eingeführt. Nach und nach wurden immer weitere Aufgaben im eigenen Rechenzentrum abgewickelt. Die Öffnungszeiten wurden im Jahr 1968 auf nun 7 Stunden verlängert (Montag bis Freitag von 8:00 bis 12:30 Uhr und von 15:30 bis 18:00 Uhr).
Im Zuge der Gebietsreform von 1972 wurden die Gemeinde Sengwarden mit den Orten Sengwarden und Fedderwarden zu Wilhelmshaven eingemeindet. Die Sparkasse Wilhelmshaven übernahm deshalb die Räumlichkeiten der örtlichen Sparkasse in Sengwarden, die bisher zur LzO gehörte. 1975 erhielt auch der Ortsteil Fedderwarden seine eigene Hauptzweigstelle.
Am 1. September 1976 feierte die Sparkasse Wilhelmshaven ihren 100. Geburtstag. Dem Anlass entsprechend wurde in der Hauptgeschäftsstelle der Nachbau einer Schalterhalle aus dem vorherigen Jahrhundert gezeigt, in der auch Sparkassenmitarbeiter in historischen Kostümen auftraten. Außerdem gab die Sparkasse zu diesem Jubiläum die Nachprägung einer historischen Münze von 1876 in Form eines 5-Mark-Stücks heraus.
Im Oktober 1978 erfolgte mit dem ersten Geldautomat „Giromat“ die Einführung der Kundenselbstbedienung in der Sparkasse Wilhelmshaven. Der Geldautomat stand in der Sparkasse Marktstraße und ermöglichte den Kunden der Sparkasse Wilhelmshaven die Bargeldversorgung auch außerhalb der Öffnungszeiten. Der 24-Stunden-Service wurde die nächsten Jahre rasch ausgeweitet. 1983 hatten bereits 26.000 Kunden eine Eurocheque-Karte (EC-Karte). Die EC-Karte und die dazugehörige Geheimzahl (PIN) ermöglichten den Kunden Abhebungen an Automaten im gesamten Bundesgebiet. Die Geldautomaten der ersten Generation öffneten beim Einstecken der EC-Karte eine große Metallklappe, hinter der sich Bildschirm, Bedienelemente sowie Geldausgabeschacht befanden. Die Geldautomaten wurden daher im Volksmund auch unter dem Namen „Sesam“ bekannt.
Im Geschäftsjahr 1981 stieg die Bilanzsumme der Sparkasse Wilhelmshaven das erste Mal über die 1 Milliarde DM Grenze.
1983 beschloss der Vorstand die Verlagerung von eigenen Rechenzentrumsfunktionen auf die dvg in Hannover, das zentrale Rechenzentrum der niedersächsischen Sparkassen. Mit dieser Zusammenarbeit begann die „Online-Verarbeitung“ in der Sparkasse Wilhelmshaven. Im Startjahr der Zusammenarbeit wurden zu diesem Zweck 75 Terminalarbeitsplätze eingerichtet, die den Datenaustausch zwischen der Sparkasse Wilhelmshaven und dem Rechenzentrum in Hannover übernahmen. Das eigene Rechenzentrum wurde in den folgenden Jahren Schritt für Schritt aufgelöst.
Immer mehr Kunden der Sparkasse interessierten sich für den Wertpapierhandel. Einige schlossen sich sogar zu privaten Investmentclubs zusammen, die von erfahrenen Sparkassenmitarbeitern betreut wurden. Sichtbares Zeichen für diesen Trend war die 1986 installierte Wertpapier-Kurstafel an der Außenwand des Hauptstellengebäudes am Theaterplatz, die den Tag über ständig aktualisiert wurde. 1991 wurde zum ersten Mal das „Planspiel Börse“ veranstaltet. Es sollte den Schülerinnen und Schüler der Wilhelmshavener Schulen die Börse und den Wertpapierhandel spielerisch nahebringen.
Nach dem Fall der Mauer am 9. November 1989 und der Wiedervereinigung leisteten mehrere Mitarbeiter der Sparkasse Wilhelmshaven erfolgreich Hilfestellung bei der ostdeutschen Sparkasse Spremberg. Sie unterstützten die dortige Sparkasse bei der Einführung eines neuen Datenverarbeitungssystemes und leisteten so einen kleinen Beitrag zum Zusammenwachsen der beiden deutschen Staaten.
Auch die Unterhaltung kam in Wilhelmshaven nicht zu kurz. In ihren jährlichen PS-Jubiläums-Shows präsentierte die Sparkasse ab den 1990er Jahren hochkarätige Künstler wie Vicky Leandros, Roberto Blanco, Jennifer Rush und Howard Carpendale. In vielen von der Sparkasse veranstalteten Vortragsreihen sprachen bekannte Persönlichkeiten des öffentlichen Lebens zu aktuellen Themen der Zeit. Unter ihnen befanden sich Wissenschaftler, Journalisten, Publizisten und Fernsehmoderatoren.

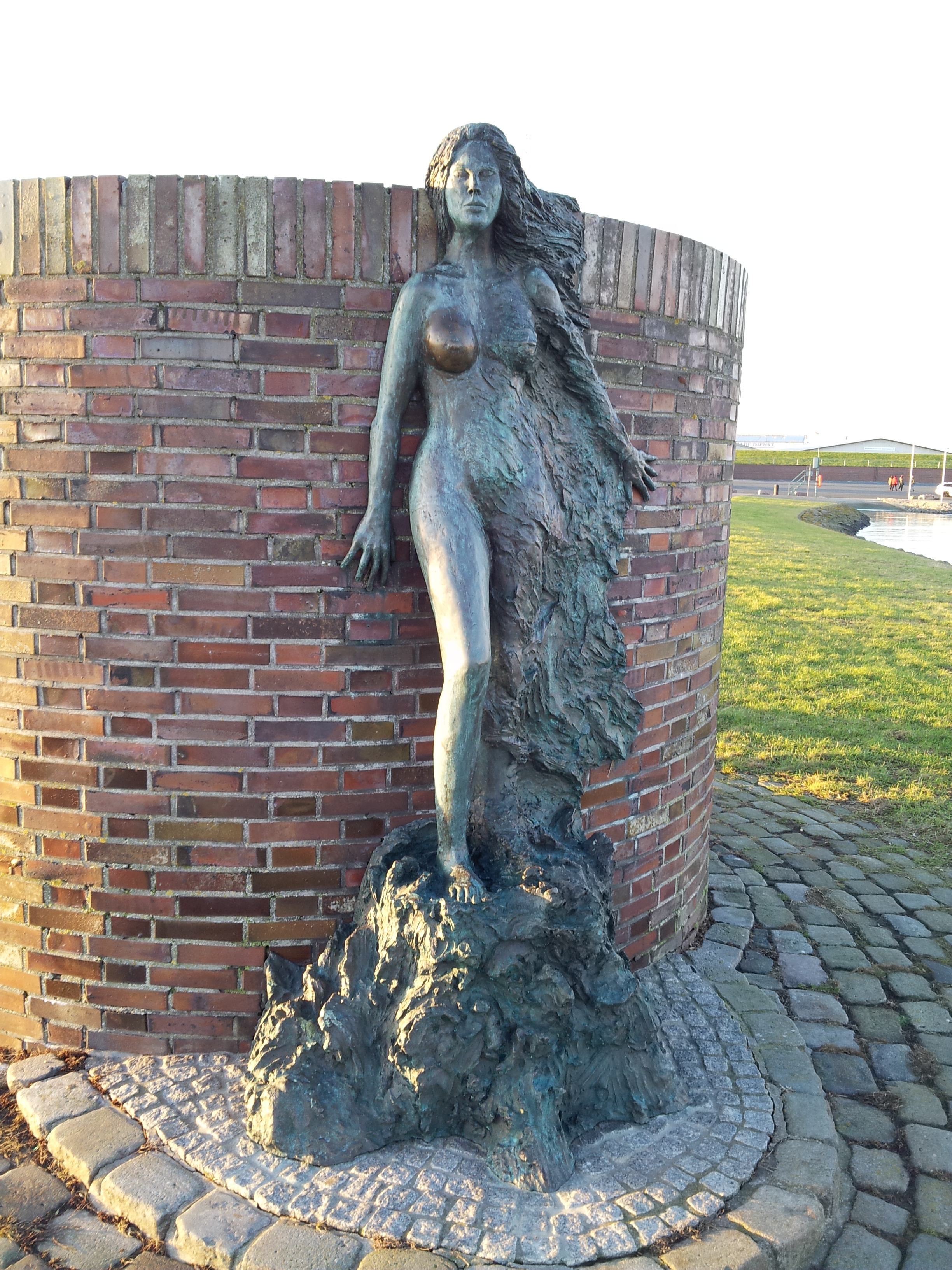
Skulptur „Windsbraut“

1994 feierte die Stadt Wilhelmshaven ihren 125. Geburtstag. Die Sparkasse stiftete zu diesem Anlass den Bürgern der Stadt die „Windsbraut“, eine Skulptur des Wilhelmshavener Künstlers Hartmut Wiesner. Die Aufstellung der „Windsbraut“ erfolgte direkt am Wilhelmshavener Nassauhafen, damit die Windsbraut die ankommenden Schiffe mit ihren Besatzungen begrüßen kann.
1995 führte die Sparkasse das erste Mal die „IMMOBILIA“ durch, eine Bau- und Immobilienmesse, die über alles rund um Immobilien informierte. Die einwöchige Messe wurde ein so großer Erfolg, dass sie in den folgenden Jahren zur ständigen Einrichtung bei der Sparkasse wurde.
Unter dem Motto „Raum für die Zukunft“ begannen 1997 die Planungen für eine grundlegende Umgestaltung der Hauptstelle der Sparkasse am Theaterplatz. Mit einem Bauvolumen von über 40 Millionen DM wurde das alte Hauptstellengebäude aus dem Jahre 1957 komplett entkernt und umgestaltet. Das neue Gebäude wurde auf eine Fläche von insgesamt 3.800 m² erweitert. In die Planungen einbezogen wurde auch das Gelände des Theaterplatzes, der bis dahin als öffentlicher Parkplatz genutzt wurde. Für die zweijährige Bauphase suchte man ein Ausweichquartier. Dieses fand sich im ehemaligen Gebäude des Bekleidungsunternehmens C&A in der Ebertstr., das gerade neue Räumlichkeiten in der 1997 fertiggestellten Nordseepassage bezogen hatte. Innerhalb kürzester Zeit wurde die Fläche des Bekleidungsgeschäfts in eine „Sparkasse“ umgestaltet und die notwendigen Infrastrukturmaßnahmen für die Kundenhalle und die internen Stabsabteilungen geschaffen. Am 18. Mai 1998 konnte die Ausweichsparkasse bezogen werden. Direkt im Anschluss begannen die Umbauarbeiten am Theaterplatz. Ein Jahr später, am 28. Mai 1999, wurde das Richtfest für das neue Gebäude gefeiert. Rechtzeitig zur „Expo am Meer“, Wilhelmshavens Beitrag zur Weltausstellung „Expo 2000“ in Hannover, erfolgte die Fertigstellung der Sparkassenzentrale mit dem neugestalteten Theaterplatz. Die Einweihung erfolgte am 5. Mai 2000 mit einem „Tag der offenen Tür“, bei dem das neue Gebäude der Öffentlichkeit präsentiert wurde.
1999 überstieg die Bilanzsumme der Sparkasse Wilhelmshaven erstmals die Grenze von 2 Milliarden DM.
Um ihre Verbundenheit mit der Region auszudrücken, beteiligte sich die Sparkasse Wilhelmshaven auch direkt an der „Expo am Meer“. Der Sparkasse gelang es, den vielbeachteten deutschen Beitrag zur Weltausstellung Expo 98 in Lissabon nach Wilhelmshaven zu holen. Zu diesem Zweck gründete die Sparkasse die Oceanis AG als 100 % Tochtergesellschaft der Sparkasse. Die virtuelle Unterwasserstation OCEANIS wurde stark inhaltlich überarbeitet und fand direkt am Großen Hafen eine neue Heimat. Die Unterwasserstation „100 Meter unter Null“ beeindruckte die Wilhelmshavener Expo-Besucher und wurde eines der Höhepunkte der „Expo am Meer“ in Wilhelmshaven.

### Ab 2000
Zum 1. Januar 2008 fusionierten die bis dahin eigenständigen IT-Dienstleister der Sparkassen-Finanzgruppe FinanzIT (Hannover) und die Sparkassen Informatik (Frankfurt) zur Finanz Informatik mit Sitz in Frankfurt am Main. Das neue Unternehmen wurde damit zum gemeinsamen IT-Dienstleister für alle deutschen Sparkassen. Mit der Fusion verbunden war die Umstellung der IT der Sparkassen in Nord- und Ostdeutschland sowie dem Saarland auf die Gesamtbanklösung OSPlus (One System Plus). Die geplanten Umstellungsaktivitäten erfolgten in mehreren Migrationsserien. Die Sparkasse Wilhelmshaven gehörte mit weiteren niedersächsischen Sparkassen zur Serie 3 und stellte ihre IT am 18. April 2010 auf das neue OSPlus um.
Anfang 2010 beendete die Sparkasse ihr zehnjähriges OCEANIS Engagement planmäßig. Der OCEANIS-Betrieb wurde seitdem von der Firma Pinkau Interactive Entertainment GmbH aus Rostock als „Nordseewelten 5D“ fortgeführt, musste jedoch Mangels eines tragfähigen Marketingkonzepts im Juli 2011 Insolvenz anmelden und wurde Anfang 2012 geschlossen.
Im September 2010 erhielten die Kunden der Sparkasse ihre „Sparkassen-Cards“ erstmals im Wilhelmshaven-Design. Auf diesen Girokarten ist das Wahrzeichen der Stadt, die Kaiser-Wilhelm-Brücke abgebildet.
Im Laufe des ersten Halbjahres 2016 schloss die Sparkasse ihre kleinen Geschäftsstellen Wiesenhof, Voslapp, Fedderwarden, Südstadt sowie Gökerstraße. Das Personal aus diesen Stellen verstärkte die Mitarbeiter der verbliebenen sechs Standorte im Theaterplatz, Neuende, Rathausplatz, Hegelstraße, Altengroden und Fedderwardergroden. Die Standorte in Fedderwarden und in der Gökerstraße blieben als Standorte mit Selbstbedienungsangebot erhalten. Der Standort Fedderwarden wird nun gemeinsam mit der Volksbank Jever betrieben, die dort ihre Geschäftsstelle bereits im November 2015 geschlossen hatten. Weiterhin wurden die SB-Standorte Marktstraße, Neuengroden, Sengwarden und Rüstersiel aufgegeben. Damit verringerte sich die Zahl der Standorte von 21 auf nun 14.
Am 20. Mai 2016 gab die Staatsanwaltschaft Oldenburg bekannt, dass zwei Mitarbeiter des Kreditinstituts im Zuge der Übernahme eines Gesundheitszentrums durch eine städtische Gesellschaft im Juni 2015 einen Vertrag geschlossen haben, durch welchen das Kreditinstitut auf etwa 6,25 Millionen Euro Darlehensforderungen sowie auf einen Teil einer von Dritter Seite gegebenen Bürgschaft verzichtet hat. Es bestehe der Verdacht, dass dem Vermögen der Sparkasse ein Nachteil in Höhe des Verzichts entstanden sein könnte. Die Staatsanwaltschaft kam „nach Auswertung sämtlicher Unterlagen und auf Basis der Zeugenaussagen“ zu dem Schluss, dass es sich um kein pflichtwidriges Vorgehen gehandelt habe. Das entsprechende Ermittlungsverfahren wurde daher eingestellt.
Zum 1. September 2019 übernahm Holger Sothmann den Vorsitz von Rolf Brandstrup, der sich nach 14 Jahren im Amt des Vorstandsvorsitzenden in den Ruhestand verabschiedete. Holger Sothmann gehörte dem aus zwei Personen bestehenden Vorstand seit 2005 an. Der Verwaltungsrat bestellte Silke Boldt als weiteres Vorstandsmitglied. Sie ist damit in der über 140-jährigen Geschichte der Sparkasse Wilhelmshaven die erste Frau im Vorstand. Zum Jahreswechsel 2020/2021 berichtete die Sparkassenzeitung, dass die erst im September 2019 nach Wilhelmshaven gewechselte Vorständin Silke Boldt das Kreditinstitut nun wieder verlässt, um zum 1. Juli 2021 Vorstandsmitglied bei der Sparkasse Marburg-Biedenkopf zu werden. Für Frau Boldt wurde Thomas Werner zum 1. Juli 2021 als neues Vorstandsmitglied gewählt.

## Familiengerechte Sparkasse
Im Juni 2009 wurde die Sparkasse Wilhelmshaven erstmals mit dem Zertifikat „audit berufundfamilie“  ausgezeichnet. Das Zertifikat wird durch die berufundfamilie gGmbH verliehen und ist ein zentrales Angebot an alle Unternehmen sowie Institutionen zur Verbesserung der Vereinbarkeit von Familie und Beruf. Das Zertifikat war für drei Jahre gültig. Nach einer Re-Auditierung erfolgten jeweils Zertifizierungen am 11. Juni 2012 und am 29. Juni 2015.

## Bürgerstiftung der Sparkasse
Aus Anlass des 125-jährigen Bestehens der Sparkasse im Jahre 2001 gründete die Sparkasse die “Bürgerstiftung der Sparkasse Wilhelmshaven”. Der Stiftungszweck ist die Förderung lokaler Initiativen und Projekte. Die in der Sitzung verankerten Förderzwecke reichen von der Förderung der Jugend bis hin zur Förderung der Kultur. Die Sparkasse unterstreicht durch die aktive Arbeit der Bürgerstiftung ihre enge Verbundenheit mit der heimischen Region und den hier lebenden Menschen. Ein erheblicher Teil der im Wettbewerb mit anderen Kreditinstituten erwirtschafteten Erträge wird so wieder zur Verbesserung der lokalen Standortbedingungen eingesetzt.